# Öhringen
Öhringen är en stad i Hohenlohekreis i regionen Heilbronn-Franken i Regierungsbezirk Stuttgart i förbundslandet Baden-Württemberg i Tyskland.
Staden ingår i kommunalförbundet Öhringen tillsammans med kommunerna Pfedelbach och Zweiflingen.